# Insulin

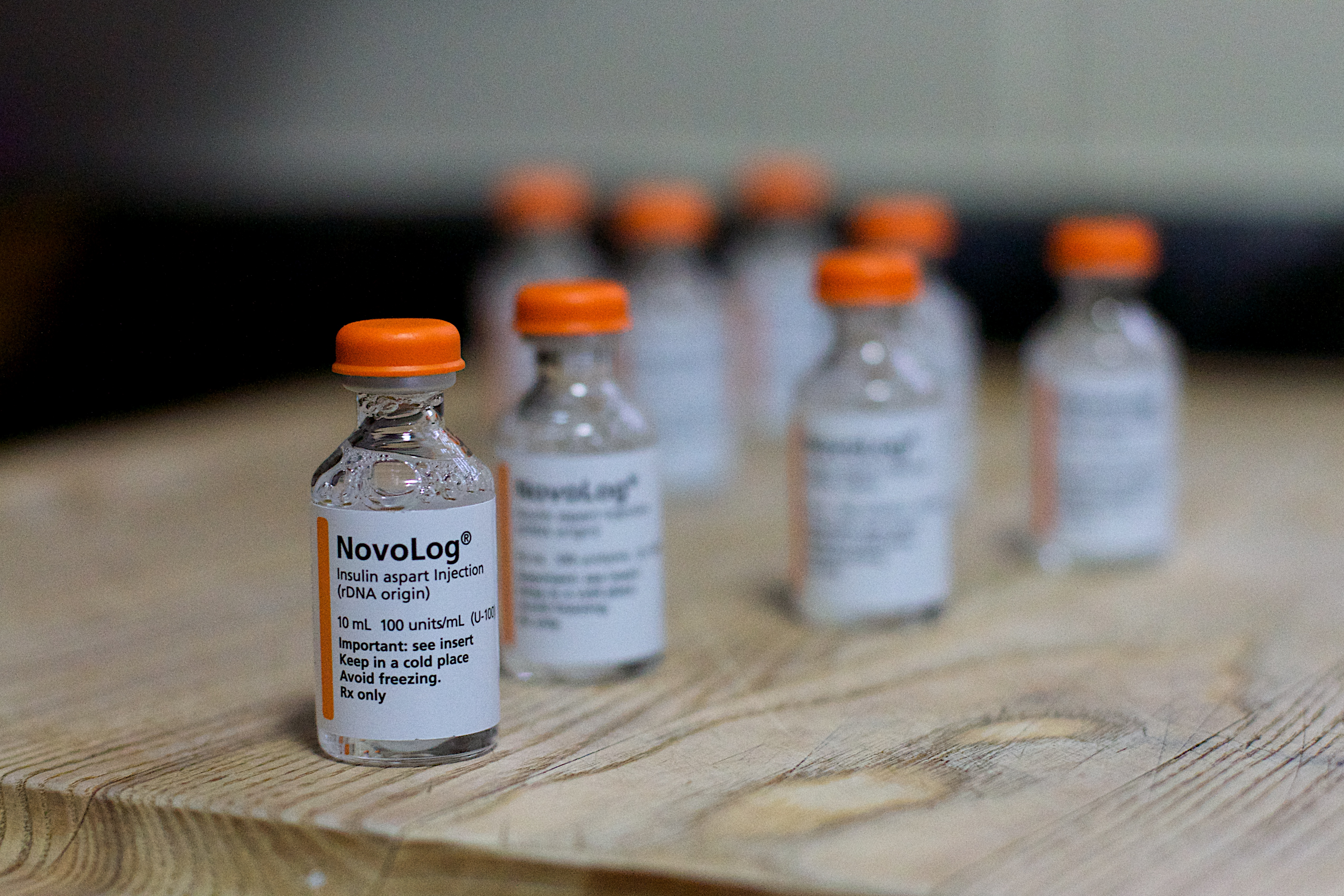
Små flaskor med insulin.

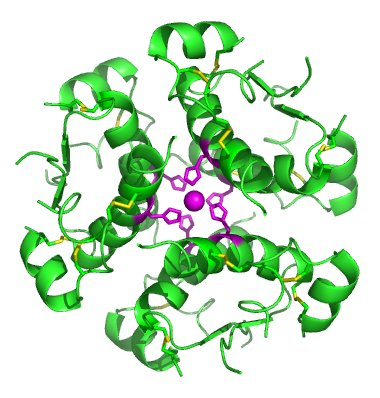
Ute i kroppen arrangerar sig insulinmolekylerna i grupper om sex, med en zinkjon i mitten.

Insulin är ett blodsockerreglerande peptidhormon som utsöndras som svar på förhöjda nivåer av glukos i blodet. Utsöndringen stimuleras också av förhöjd aminosyrakoncentration i blodet. Utsöndringen ökar därmed exempelvis vid måltid. Ökad aktivitet i sympatiska nervsystemet hämmar utsöndringen av insulin, och parasympatiska nervsystemet stimulerar insulinutsöndringen. Insulinets främsta effekt är att öka cellernas förmåga att ta upp näringsämnen.
Insulin bildas i betaceller som finns i de Langerhanska öarna i bukspottkörteln. Dessa finns hos högre ryggradsdjur i bukspottkörteln, medan de hos rundmunnar bildar ett separat organ. Hos insekter utsöndras insulinet från hjärnan.
Glukagon har motsatt effekt jämfört med insulin.
Diabetes är en grupp sjukdomar där insulin spelar stor roll och en behandling är att tillföra syntetiskt insulin. Frederick G. Banting och John Macleod tilldelades Nobelpriset i fysiologi eller medicin 1923 för upptäckten av insulin som ledde till effektiv behandling.